# Honda (kommun)
Honda är en kommun i Colombia.   Den ligger i departementet Tolima, i den centrala delen av landet, 110 km nordväst om huvudstaden Bogotá. Antalet invånare är 27 310. Arean är 309 kvadratkilometer.
Terrängen i Honda är kuperad.